# Ramelsloher
Het Ramelsloher hoen of kortweg Ramelsloher is een Noord-Duits kippenras, dat sinds 1870 bekend is, ontstaan in het dorp Ramelsloh, gemeente Seevetal in de buurt van Hamburg.

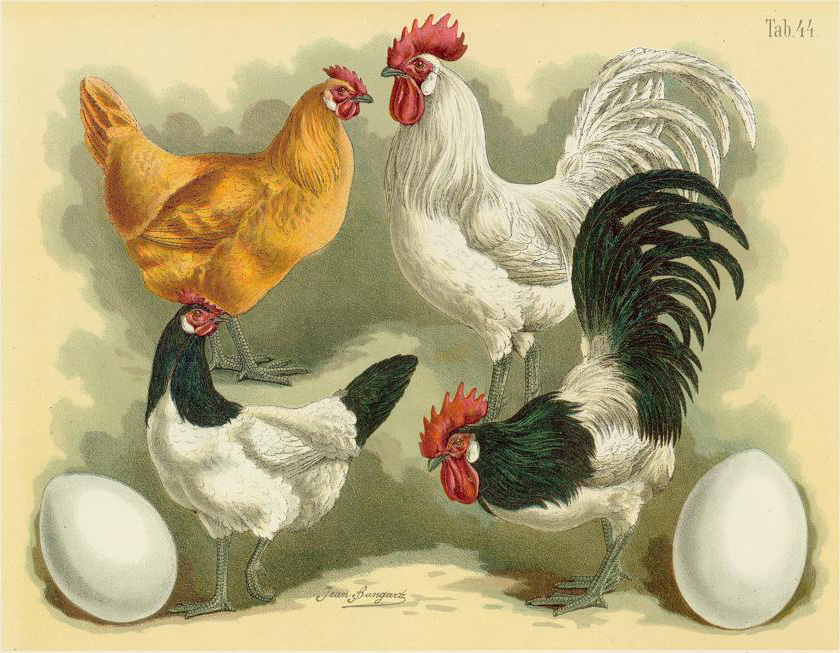
Ramelslohers (gele hen en witte haan) met Lakenvelders

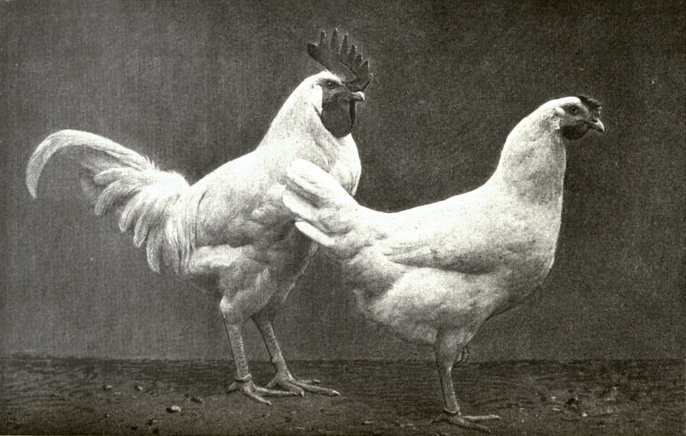
Witte haan en hen, rond 1920

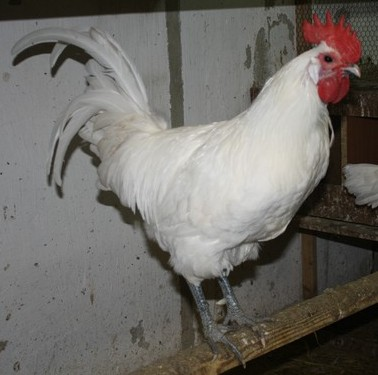
Witte Ramelsloher haan

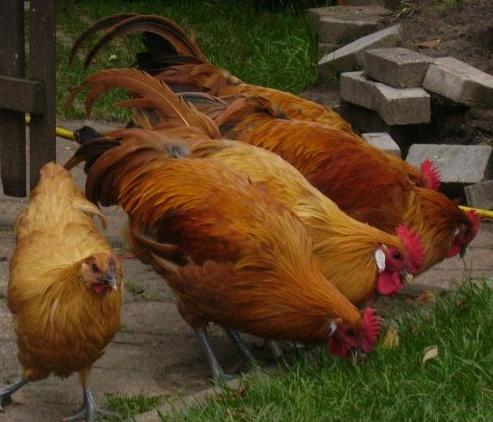
Hen en hanen in de gele kleurslag

## Geschiedenis
Het ras is een creatie van de Hamburger reder Wichtmann, door de kruising van het lokale Vierländer landhoen met Spaanse rassen – o.a. witte Andalusiërs - en Cochins. Het resultaat was een witte kip met goede vlees- en legeigenschappen, dat in de Duitse literatuur rond 1900 sterk aangeprezen werd. Het ras werd in 1874 voor het eerst tentoongesteld. De gele kleurslag, die vroeger vaak genoemd werd, was uitgestorven en werd omstreeks 1985 teruggefokt.
Opmerkelijk is de historische fok van zogenaamde Hamburger Stubenküken, waarvoor de Ramelslohers meestal gebruikt werden. In de wintermaanden werden in de keukens broedse kippen gehouden en de kuikens onder speciale banken of in manden met vis en eiwitrijke voeding vetgemest. De Stubenküken werden traditioneel als paasmaaltijd genuttigd.

## Kenmerken
Er zijn twee kleurslagen, wit en geel. Karakteristiek zijn de leiblauwe poten, de donkere snavels en de witte teennagels. De stand is middelhoog tot hoog. Bijzonder is de donkere kleur van ogen en oogleden. De gewichtstoename in de eerste maanden is sterk. De volwassen hanen wegen tussen 2,5 en 3 kg, de hennen tussen 2 en 2,5 kg. De hennen leggen ca. 170 witte tot crèmekleurige eieren.
Een opvallend kenmerk, vooral van de witte hennen, is de uitgesproken tamheid. Waarschijnlijk is dit terug te voeren op het oorspronkelijke gebruik als Stubenküken in de onmiddellijke nabijheid van mensen.

## Speciaalclub en fokkerskring
Het ras wordt in Duitsland binnen de Sonderverein zum Erhalt der Ramelsloher Hühner verzorgd. Hiernaast is extra een fokkerskring opgericht voor de zeldzame gele kleurslag.

## Verwijzingen
1. ↑  (de) August Karl Eduard Baldamus en Otto Gruenhaldt: Das Haus- und Nutzgeflügel ...: Ein praktischer Ratgeber für den ländlichen Geflügelhalter, G. Schönfeld, 1903, Pag. 91
2. ↑  (de) Portret van het ras op de Internetsite van de Vielfältige Initiative zur Erhaltung gefährdeter Haustierrassen, opgeroepen op 23 december 2015